# Michail Sokolovskij
Michail Grigor'evič Sokolovskij (in russo Михаи́л Григо́рьевич Соколо́вский?, angl. Mikhail Grigorevich Sokolovsky; in ucraino Миха́йло Григо́рович Соколо́вський?, Mychajlo Hryhorovyč Sokolovs'kyj; Slov"jans'k, 15 novembre 1951) è un ex calciatore e allenatore di calcio ucraino, fino al 1991 sovietico, di ruolo centrocampista o attaccante.

## Biografia
Nasce a Slov"jans'k, città nella regione di Donec'k.

## Caratteristiche tecniche
Era un centrocampista offensivo schierato anche da centravanti.

## Carriera

### Club
Dopo aver esordito con lo SKA Kiev, nel 1972 veste le casacche di Desna Chernigov e Metalurh Zaporižžja, squadra che gioca nella seconda divisione sovietica. Nel 1974 viene acquistato dallo Šachtar di Donec'k, società che milita in prima divisione. Nel 1975 i Minatori si piazzano al secondo posto dietro i rivali della Dinamo Kiev, conquistando un posto in Coppa UEFA anche grazie a Sokolovskij, che si piazza al sesto posto tra i marcatori con 11 centri. Il campionato della primavera 1976 è concluso al sesto posto e quello di autunno al decimo: in compenso nell'edizione 1976-1977 della Coppa UEFA lo Šachtar debutta il 15 settembre contro i tedeschi della Dinamo Berlino e Sokolovskij si rende protagonista realizzando una rete nel 3-0 finale. Nel ritorno i sovietici controllano 1-1 passando il turno. Ai sedicesimi la squadra di Donec'k supera agevolmente gli ungheresi dell'Honvéd (6-2 nel doppio confronto) raggiungendo i quarti: di fronte allo Šachtar ci sono gli italiani della Juventus, futuri vincitori del torneo, che a Torino vincono 3-0 permettendosi di perdere in Unione Sovietica 1-0. Dopo il quinto posto del 1977 lo Šachtar si posiziona al terzo posto nel 1978 raggiungendo la finale della Coppa dell'URSS, persa 2-1 contro la Dinamo Kiev. Sokolovskij partecipa alla Coppa delle Coppe 1978-1979 dove i sovietici affrontano il Barcellona: gli spagnoli s'impongono 3-0 in Spagna e pareggiano 1-1 a Donec'k, passando il turno ed alzando il trofeo otto mesi più tardi. Nel 1979 gli arancio-neri si piazzano al secondo posto in campionato dietro allo Spartak Mosca. Il 19 settembre del 1979 i sovietici sono nuovamente impegnati in Europa: Sokolovskij mette a segno una doppietta al Monaco (2-1), reti vane perché i francesi vincono 2-0 in casa passando il turno. Nel 1980, uscito subito dalla lotta per il titolo sovietico, lo Šachtar vince la Coppa sovietica battendo in finale la Dinamo Tbilisi (2-1). In Coppa UEFA incontrano i tedeschi dell'Eintracht Francoforte che, caduto a Donec'k (1-0), sconfigge nettamente i sovietici in Germania (3-0) eliminandoli dal torneo. Nella Supercoppa sovietica la Dinamo Kiev sconfigge i rivali di Donec'k ai calci di rigore (5-4) dopo l'1-1 dei tempi supplementari. Nell'annata seguente lo Šachtar conclude il campionato a metà classifica e nel 1982 lotta per non retrocedere, aiutato dai 12 gol di Sokolovskij. La stagione 1983 è la migliore per Sokolovskyj che mette a segno 15 marcature, raggiungendo il terzo posto tra i marcatori: nonostante le sue reti lo Šachtar fatica in campionato, mentre in Coppa elimina Žalgiris Vilnius (2-0), Spartak Mosca (2-3 ai supplementari), Dinamo Mosca (1-3 ai supplementari), Zenit (1-1, 4-3 ai rigori) e, in finale, anche il Metalist (1-0) vincendo il torneo. I Minatori non si arrestano neanche nella Supercoppa sovietica dove sconfiggono il Dnepr per 3-2 tra andata e ritorno. Negli anni seguenti lo Shakhtar Donetsk non riesce a farsi notare in campionato, raggiungendo e perdendo due finali della Coppa nazionale (nel 1985 contro la Dinamo Kiev 1-0 e nel 1986 contro il Torpedo Mosca 1-0), perdendo la Supercoppa sovietica del 1985 contro la Dinamo Kiev (2-2, 3-1 ai rigori) e giocando la Coppa delle Coppe 1983-1984: i sovietici eliminano B 1901, squadra alla quale Sokolovskij segna una rete nella partita di ritorno (4-2), e Servette (3-1) prima di uscire ai quarti di finale contro il Porto (4-3, Sokolovskij sigla una rete nel 3-2 di Porto). Nel 1987, dopo aver collezionato 400 presenze con la maglia dello Šachtar, si trasferisce al Krystal Cherson, dove chiude la carriera nel 1988.
Vanta 10 presenze e 3 reti in Coppa UEFA e 8 incontri e 2 gol nella Coppa delle Coppe.
Nella stagione 1995-1996 diviene assistente di Valeryj Rudakov alla guida dello Šachtar Donec'k.

## Palmarès

### Club

#### Competizioni nazionali
- Kubok SSSR: 2

Shakhtar Donetsk: 1980, 1983
- Superkubok SSSR: 1

Shakhtar Donetsk: 1983